# Adolf Seefeldt
Adold Gustav Seefeld (ur. 6 marca 1870 w Poczdamie, zm. 23 maja 1936 w Schwerinie) – niemiecki seryjny morderca zwany wujkiem Tik-Tak.

## Życiorys
Urodził się 6 marca 1870 r. w Poczdamie jako najmłodszy z dziewięciu braci. W dzieciństwie był bity przez ojca, który znęcał się także nad jego matką, która była prostytutką. Rodzice nie interesowali się wychowaniem syna, który często uciekał z domu, nie godząc się na panującą w nim sytuację. Z powodu braku dozoru rodziców w wieku 12 lat został zmaltretowany i wykorzystany seksualnie przez dwóch mężczyzn, jednak nie przyznał się do tego zdarzenia. Z czasem zaczął kształcić się na ślusarza, a później zaczął pracę jako zegarmistrz. W 1890 r. przeniósł się do Lubeki, gdzie ożenił się z Katariną, z którą miał dzieci. Małżeństwo rozpadło się po kilkunastu miesiącach, gdyż Seefeldt był niestabilny emocjonalnie.
W 1895 r. został oskarżony o molestowanie seksualne chłopca, a w badaniu psychiatrycznym stwierdzono u niego zaburzenia psychiczne. W efekcie około połowy życia spędził naprzemiennie w szpitalach psychiatrycznych i więzieniach. Po wyjściu na wolność zaczął mordować dzieci i pierwszych dwóch zabójstw dokonał w lutym 1935 r. w Schwerinie. Cechą łączącą ofiary były marynarskie mundurki i brak obrażeń na ciałach. Policja wszczęła śledztwo w sprawie zabójstw dopiero po trzecim zgłoszonym zabójstwie, jednak z powodu małej liczby dowodów nie potrafiła wykryć sprawcy. Dodatkowo sam Seefeldt nie budził podejrzeń, gdyż wydawał się sympatyczny, a dzieci wołały za nim wujek Tik-tak, ponadto nie miał stałego miejsca zamieszkania, nieustannie podróżował i, jak wiele osób wówczas, świadczył usługi w odwiedzanych miejscowościach, w efekcie czego był słabo zapamiętywany.
Seefeld starannie planował morderstwa, których dokonywał z reguły w lasach sosnowych, a na ofiary wybierał dzieci do maksymalnie dwunastu lat ubrane w marynarskie mundurki. Jako możliwe sposoby zabijania policja brała pod uwagę otrucie i uduszenie, a opinia publiczna powszechnie rozważała hipnotyzowanie na śmierć. Po autopsji jednej z ofiar, która zmarła na skutek uduszenia, przyjęto hipotezę o dusicielu, a wobec rozległego obszaru jego działania skupiono się na podróżnych i domokrążcach. Seefeldt był dopiero drugim podejrzanym w sprawie, a obciążył go fakt popełnienia kolejnej zbrodni po aresztowaniu i samobójstwie poprzedniego podejrzanego oraz zeznania dziecka, które poszło z Seefeldem do lasu, ale zdołało uciec.
Oficjalnie oskarżono Seefelda o 12 morderstw, jednak szacuje się, że mógł dokonać stu nieudokumentowanych zbrodni, a opinia publiczna przyjmowała ich liczbę na minimum 30. Dla władz III Rzeszy szczególnym problemem był fakt, że zabójca był w pełni Aryjczykiem. Początkowo Seefeld nie przyznawał się do winy, jednak pod wpływem tortur przyznał się do zabijania za pomocą trucizny, choć było to sprzeczne z materiałem dowodowym.
21 lutego 1936 r. sąd skazał go na śmierć poprzez ścięcie – obrona wniosła do sądu o ułaskawienie, lecz wniosek odrzucono. Wyrok wykonano 23 maja 1936 r. w więzieniu w Schwerinie. Przed ścięciem Seefeldta wykastrowano.